# ژاک اسنیکت
ژاک اسنیکت (به انگلیسی: Jack Snicket) یکی از شخصیت‌های مجموعه حوادث ناگوار نوشته لمونی اسنیکت است.
ژاک اسنیکت پسر ارشد خانواده اسنیکت بود. خواهر او کیت اسنیکت دو سال بعد از او به دنیا آمد. دو سال بعد از او نیز برادر کوچک او لمونی اسنیکت به دنیا آمد.
او بسیار شبیه کنت الاف است. یک ابروی دراز یک سره و خالکوبی چشم روی قوزک پا دارد.

## پیشینه
ژاک اسنیکت فقط در کتاب هفتم یعنی دهکده شوم حضور داشته‌است. در کتاب زمانی که مجمع بزرگان دارند او را به خاطر شباهتش با کنت الاف به اشتباه محکوم به مرگ می‌کنند. در حالی که داد می‌زند تا برای بودلرها رازی را آشکار کند، می‌میرد.
با این که ژاک فقط در دهکده شوم ظاهر شد آثار قبل از مرگ او در موضوعات مربوط به وی‌اف‌دی به چشم می‌خورد. همچنان که بودلرها درباره وی‌اف‌دی تحقیق می‌کردند در می‌یافتند که ژاک چه حضور فعالی در وی‌اف‌دی داشته‌است.
کتاب لمونی اسنیکت: زندگی‌نامه تأییدنشده یکی از مهمترین کارهای او را روشن می‌کند. در فصل ششم این کتاب که دربارهٔ چگونگی فرار لمونی اسنیکت به کمک کشتی پراسپرو است، ژاک نامه‌ای به لمونی می‌نویسد که آن حاکی از این است که ژاک لمونی را فراری داده. او راه‌هایی از فرار لمونی را در نامه‌اش نوشته بود. او جزوه‌های مربوط به تغییر قیافه وی‌اف‌دی در صندوقی سه رقمی گذاشت و طبق آن نامه لمونی باید عمل می‌کرد.
در فصل دیگری از همین کتاب، ژاک نامه‌ای برای دوست خود جروم اسکوالر می‌نویسد و در آن نقل می‌کند که از ازدواج او با زنی به نام ازمی اسکوالر وحشت کرده و از وی خواهش می‌کند که با او ازدواج نکند و دلیلش را همان دلیلی می‌گوید که گویی در گذشته به جروم گفته بود پنت هاوس ساختمان ۶۶۷ خیابان تاریک را بخرد و به هیچ وجه نفروشتش. (آن ساختمان یک پناهگاه وی‌اف‌دی بود و نباید به ازمی می‌رسید). در این نامه ژاک سعی می‌کند به بهترین نوع وی‌اف‌دی و کارهایش را برای جروم بازگو کند. او سعی می‌کند موضوع قتل دکتر ارول را نیز برای او روشن کند. هرچند نامه او هیچ وقت به دست جروم نرسید چون دربان خانه ساختمان ۶۶۷ خیابان تاریک نامه او را سرنگون کرد.